# 阿亚瓦西机场
阿亚瓦西机场（印尼语：Bandar Udara Ayawasi）是位于印度尼西亚西巴布亚省阿亚瓦西的一座机场，用以在未来替代索龙的多米尼克爱德华·奥索机场，也服务于周边地区。